# 1933 en science-fiction
| Années de la science-fiction : 1930 - 1931 - 1932 - 1933 - 1934 - 1935 - 1936    |
| Décennies de la science-fiction : 1900 - 1910 - 1920 - 1930 - 1940 - 1950 - 1960 |

L'année 1933 a été marquée, en matière de science-fiction, par les événements suivants.

## Naissances et décès

### Naissance
- 13 janvier : Ron Goulart, écrivain américain, mort en 2022.
- 27 mars : Daniel Piret, écrivain français, mort en 2020.
- 14 avril : Boris Strougatski, écrivain russe, mort en 2012.
- 26 mai : Edward Whittemore, écrivain américain, mort en 1995.
- 30 juin : Dave Duncan, écrivain canadien, mort en 2018.
- 18 juillet : Syd Mead, illustrateur américain, mort en 2019.
- 20 juillet : Cormac McCarthy, écrivain américain, mort en 2023.
- 7 août : Jerry Pournelle, écrivain américain, mort en 2017.
- 15 août : Alain Dorémieux, écrivain français, mort en 1998.

## Prix
La plupart des prix littéraires de science-fiction actuellement connus n'existaient alors pas.

## Parutions littéraires

### Nouvelles
- L'Horreur dans le musée par H. P. Lovecraft.
- La Maison de la sorcière par H. P. Lovecraft.

Autres nouvelles
- Shambleau par C. L. Moore.

## Sorties audiovisuelles

### Films
- Deluge par Felix E. Feist.
- L'homme invisible par James Whale.
- IF1 ne répond plus par Karl Hartl.
- It's Great to Be Alive par Alfred L. Werker.
- King Kong par Merian C. Cooper et Ernest B. Schoedsack.
- Men Must Fight par Edgar Selwyn.
- Le tunnel par Curtis Bernhardt.